# Josef Kozák (konstruktér)
Josef Kozák (29. května 1933 Slaný – 14. září 2019 Praha) byl český konstruktér leteckých přístrojů, vysokoškolský pedagog a odborník na technickou diagnostiku. Byl hlavním konstruktérem a vedoucím týmu, který ve Výzkumném a zkušebním leteckém ústavu vyvinul kontrolní a diagnostické systémy pro československá letadla tehdejší doby L39, L 410, L 39 MS, a L 610. Dále se zabýval vývojem leteckých přístrojů (vysílač výšky a rychlosti, signalizátor minimální rychlosti letadla, signalizátor námrazy) a přístrojů pro pilotní cvičnou kabinu L 29.

## Životopis

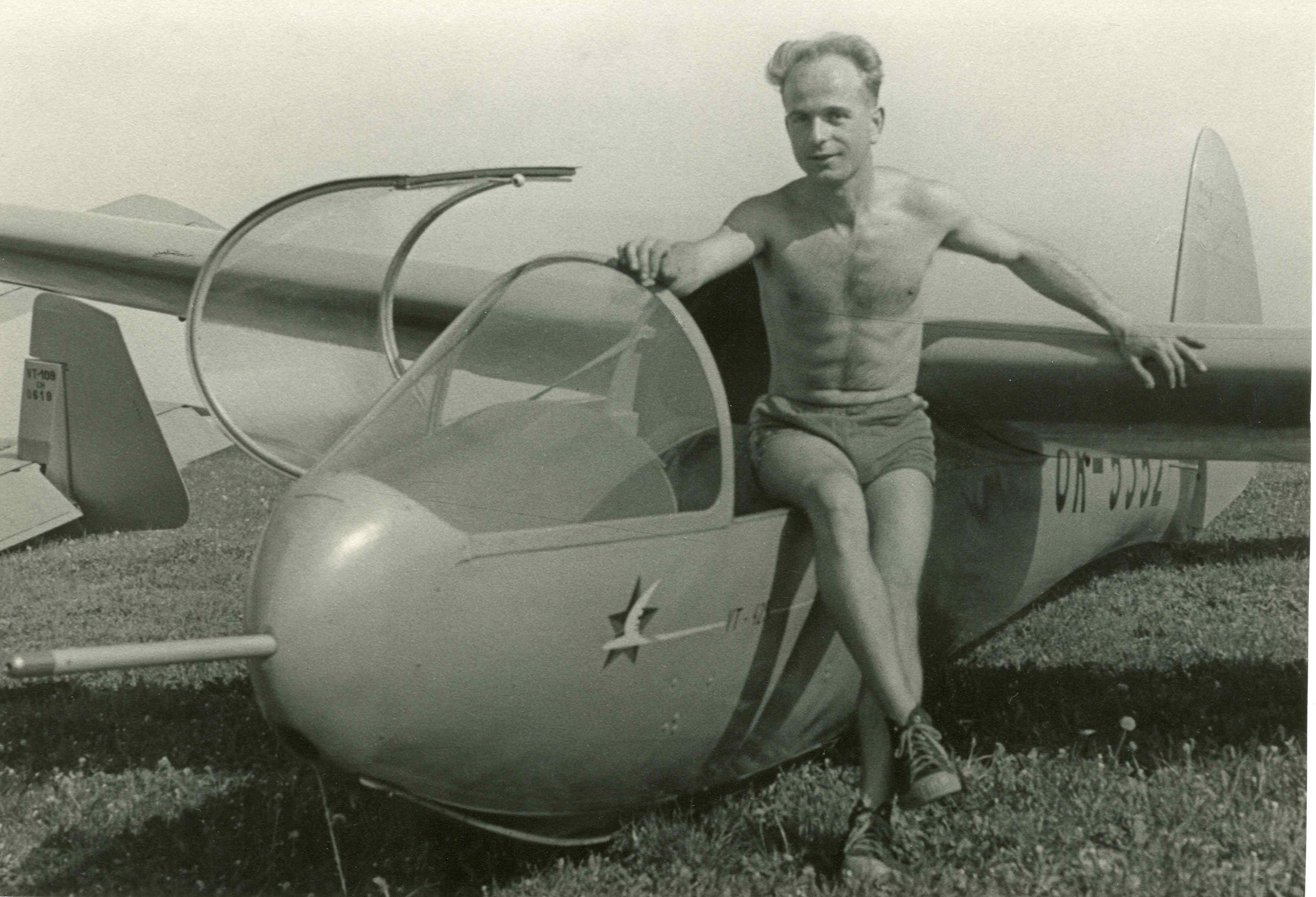
Josef Kozák u větroně Šohaj VT425

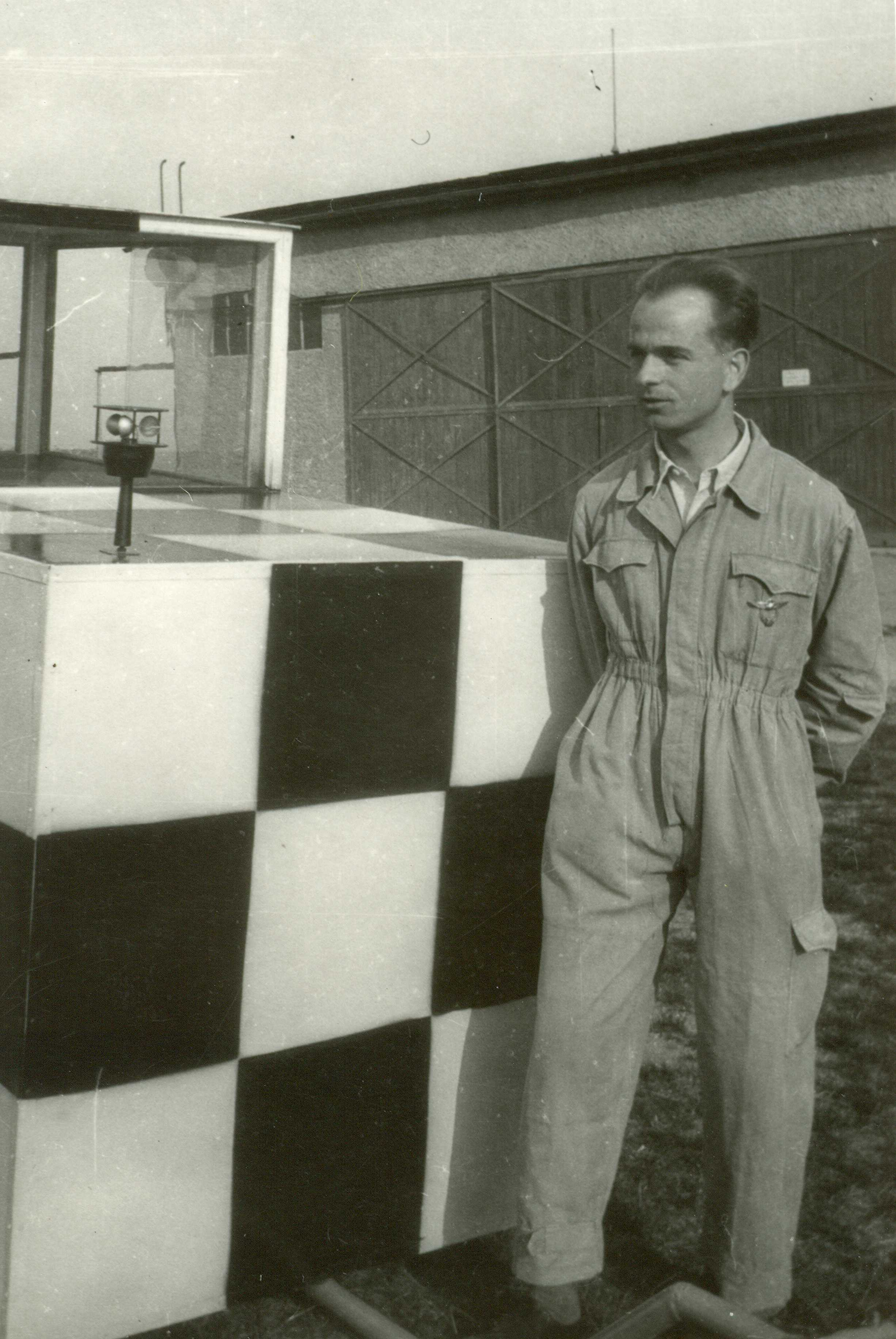
1950cca: Josef Kozák u stanoviště řídícího létání

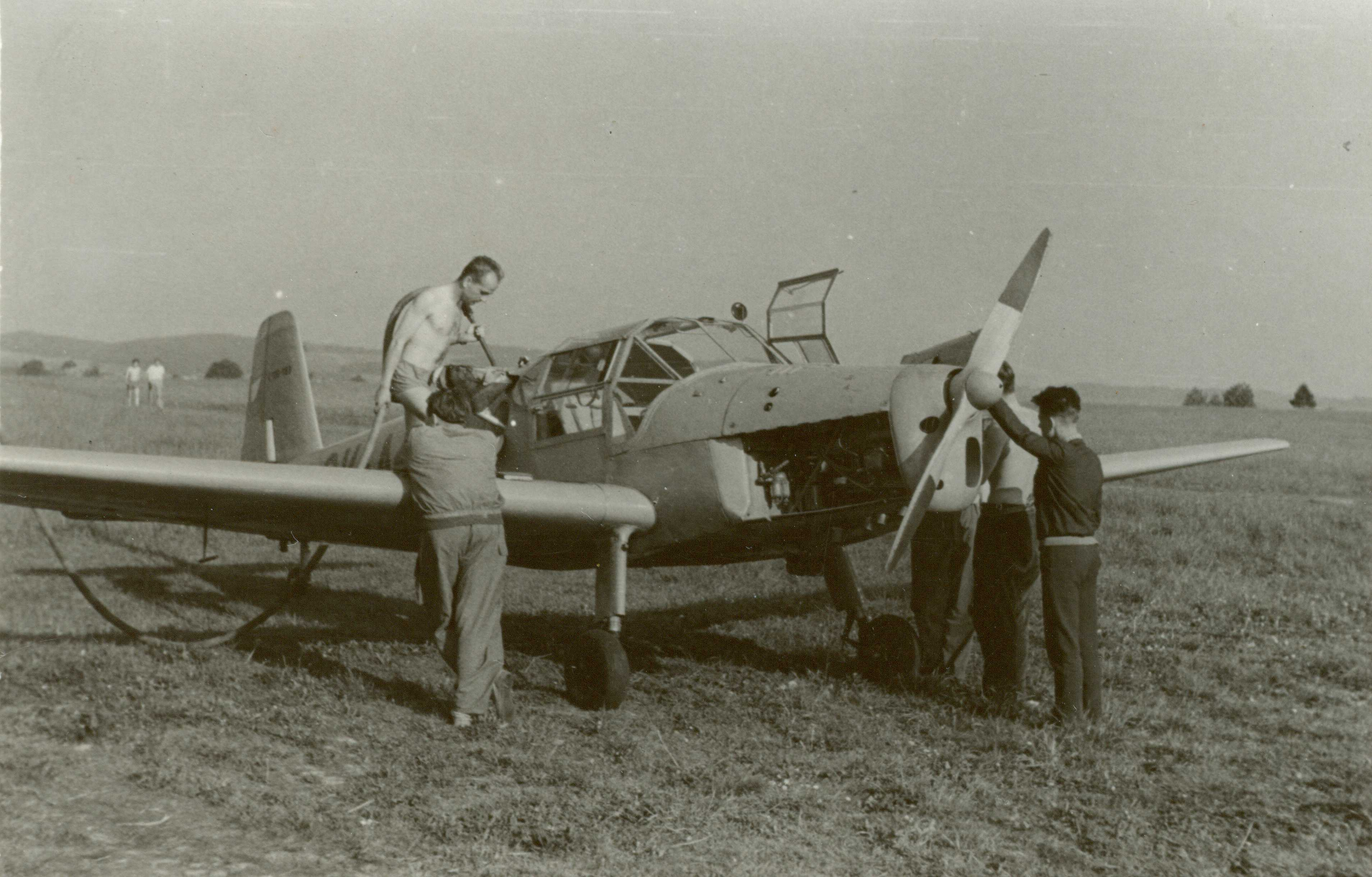
1956: Josef Kozák tankuje palivo na letišti Hosín

V letech 1947 až 1956 nalétal 245 hodin na motorových letadlech (Bejbina E – 114, Storch) a 178 hodin na větroních (ŠK-38, Šohaj, Krajánek, Galánka, Kmotr, GbIIb, Jeřáb, Luňák). Účastnil se obnoveného budování Aeroklubu Slaný. Byl instruktorem bezmotorového létání.
Vystudoval gymnázium ve Slaném (1943 až 1951), dále jemnou mechaniku a optiku na Strojní fakultě ČVUT (1951 až 1956) a následně postgraduální kurz automatizace, regulace a měřicí techniky (1958 až 1960). Po promoci v roce 1956 nastoupil na umístěnku jako konstruktér do národního podniku Meopta v Praze Modřanech. V letech 1958 až 1994 pracoval ve Výzkumném a zkušebním leteckém ústavu (VZLU) v Praze Letňanech. Podal 11 patentových přihlášek, z toho tři byly průmyslově využívány, a 11 zlepšovacích návrhů. Publikoval 85 odborných článků a oznámení. Při své pedagogické činnosti napsal v letech 1964 až 1993 celkem pět skript (2 v angličtině, 1 v polštině a 2 v češtině). Spolu s Ivem Janouškem a Oldřichem Tarabou byl spoluautorem knihy Technická diagnostika vydané v roce 1988 Státním nakladatelstvím technické literatury (SNTL).
Na vysokých školách přednášel v letech 1964 až 1998 o leteckých přístrojích a technické diagnostice pro postgraduální studenty a studenty vyšších ročníků:
- Kolea Fanea Askarea v Káhiře v Egyptě (březen 1964–duben 1965),
- Elektrotechnická fakulta ČVUT (1975–76, 1981–82, 1992, 1993, 1997, 1998),
- Varšavská polytechnika (1978, 1979),
- Vysoká škola dopravní v Žilině (1977–78),
- Strojní fakulta ČVUT (1979, 1980, 1991, 1992, 1993), a
- Strojní fakulta sarajevské univerzity v Zenici v Jugoslávii (1988).

V roce 1995 ukončil aktivní činnost jako předseda Českého národního komitétu IMEKO (International Measurement Confederation, zkratka vytvořena z Internationale Meßtechnische Konföderation), kterou zastával od roku 1982. Organizoval specializované konference jako předseda komitétu TC 10 IMEKO pro technickou diagnostiku a to v letech 1986 až 1995.
V roce 1959 se oženil s inženýrkou chemie Vlastou Štěpánkovou, se kterou měl syna a dceru.

## Řešené úkoly realizované v průmyslu
- Vysílač výšky a rychlosti LUN 1171 a 1172 (1958 až 60): vývoj předán do Mikrotechny Modřany
- Signalizátor minimální rychlosti letadla LUN 1103 (1958 až 60): předán do Mikrotechny Modřany
- Převodník tlaku (1960 až 62): předán ve formě ověřovacího vzorku do Mikrotechny Modřany
- Přístroje pro pilotní cvičnou kabinu L 29 (1962 až 64): cca 30 typů, postupně předány do Mikrotechny Modřany, Mikrotechny Holešovice a Letova Letňany
- Automatické kontrolní zařízení KL 39 pro letoun L 39 (1967 až 72): ukončený vývoj předán do Letova Letňany
- Signalizátor námrazy LUN 1771.3 8 (1980): sériová výroba pro letouny L 410 a Z 37 v Mikrotechně Holešovice
- Rychloměr indikované rychlosti se signalizací pádové rychlosti LUN 1108: sériová výroba Mikrotechna Modřany
- Kontrolní a diagnostický systém KDS 410 pro letoun L 410 (1975 až 83): vývoj ukončen v etapě prototypu
- Kontrolní a diagnostický systém KDS 39 MS pro letoun L 39 MS (1980 až 89): sériová výroba Aritma Vokovice a Letov Letňany
- Kontrolní a diagnostický systém KDS 610 pro letoun L 610 (1991): ukončen ve stádiu prototypů

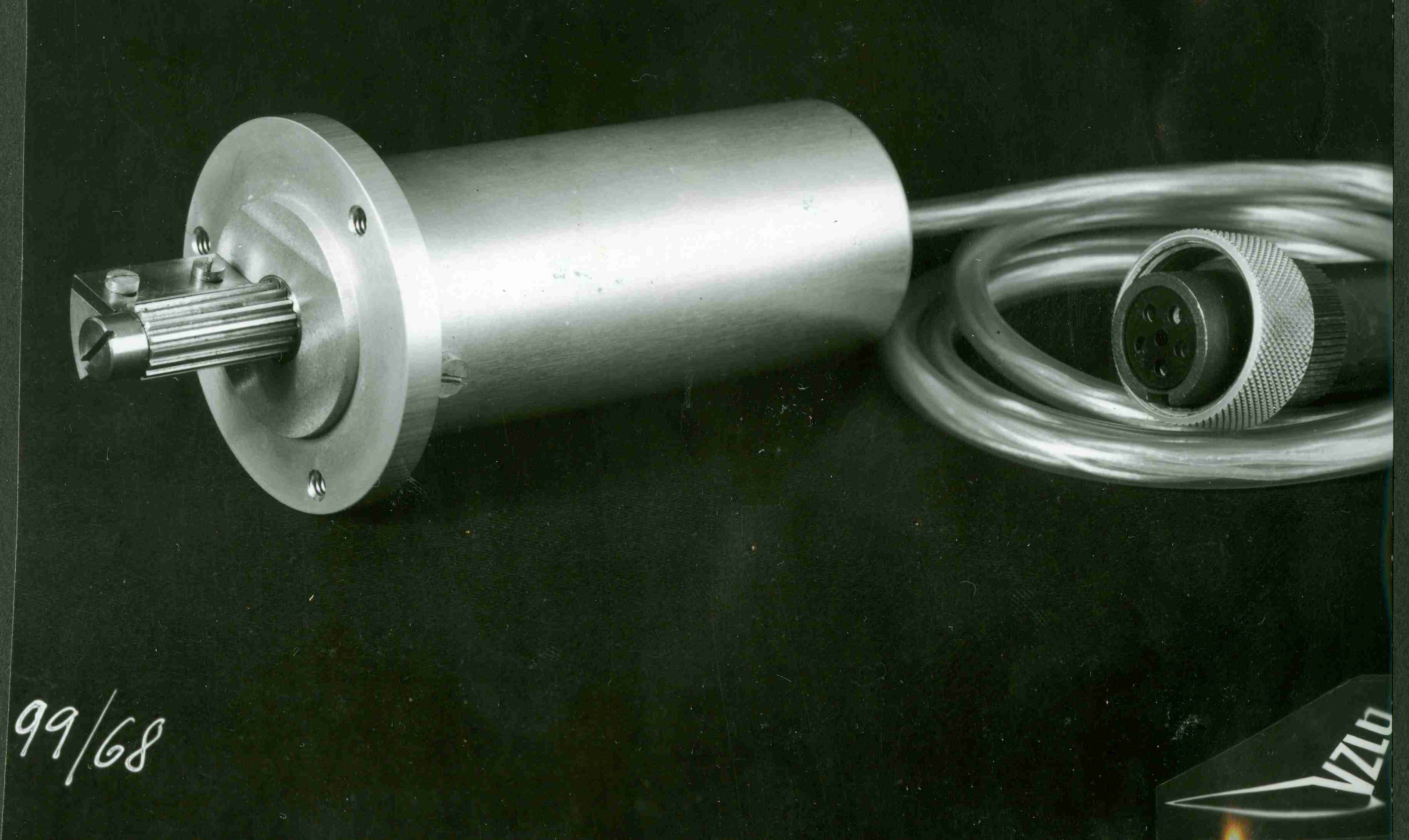
Signalizátor námrazy LUN 1172
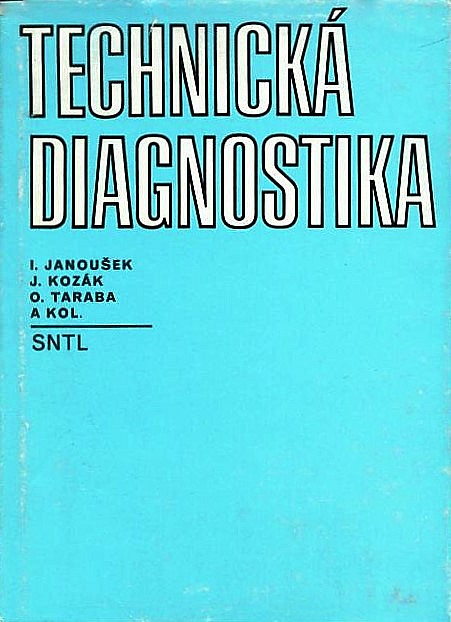
Kniha Technická diagnostika z roku 1988
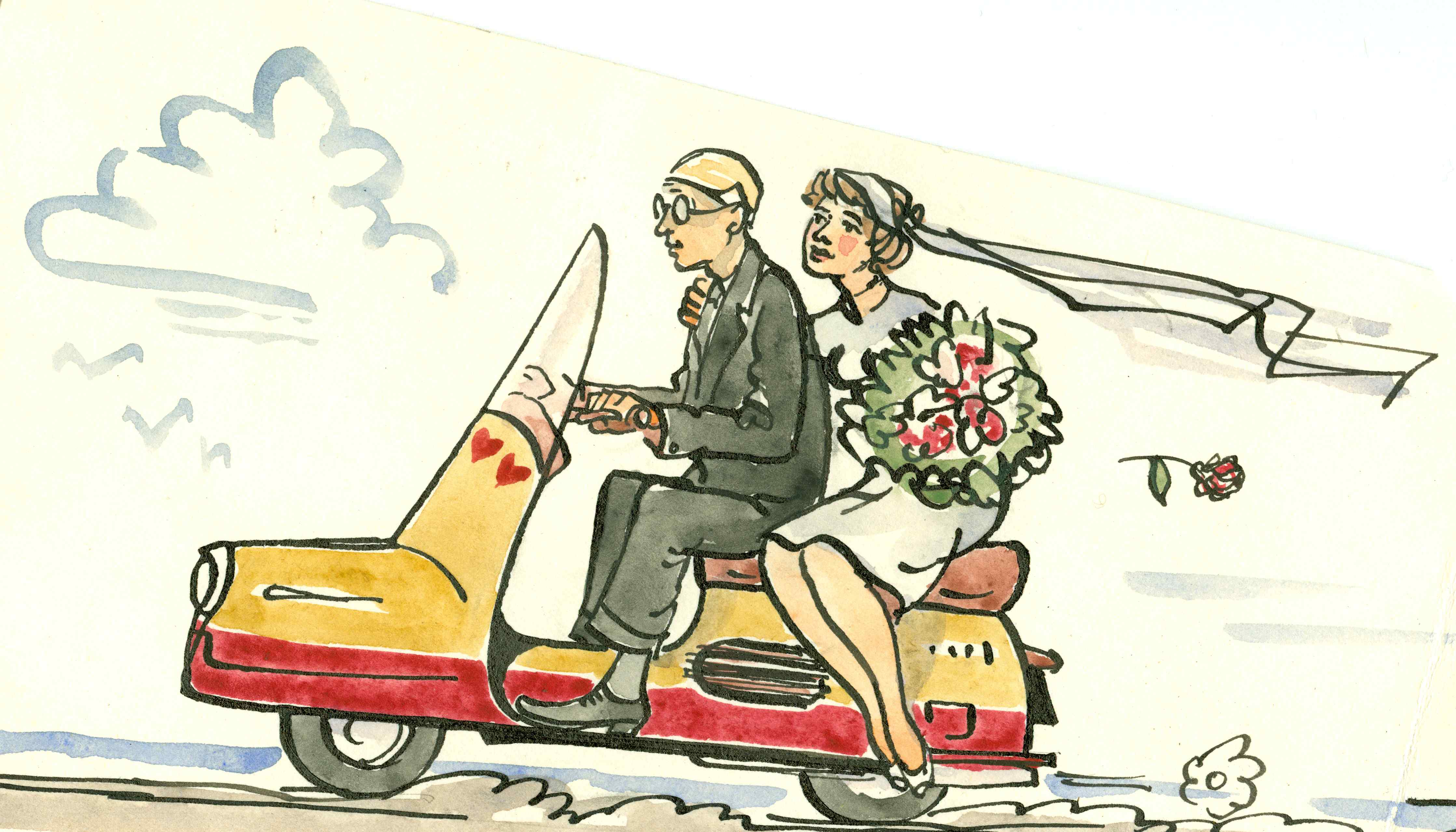
Svatební přání od kolegy výtvarníka Františka Kobíka ze dne 29.5.1959
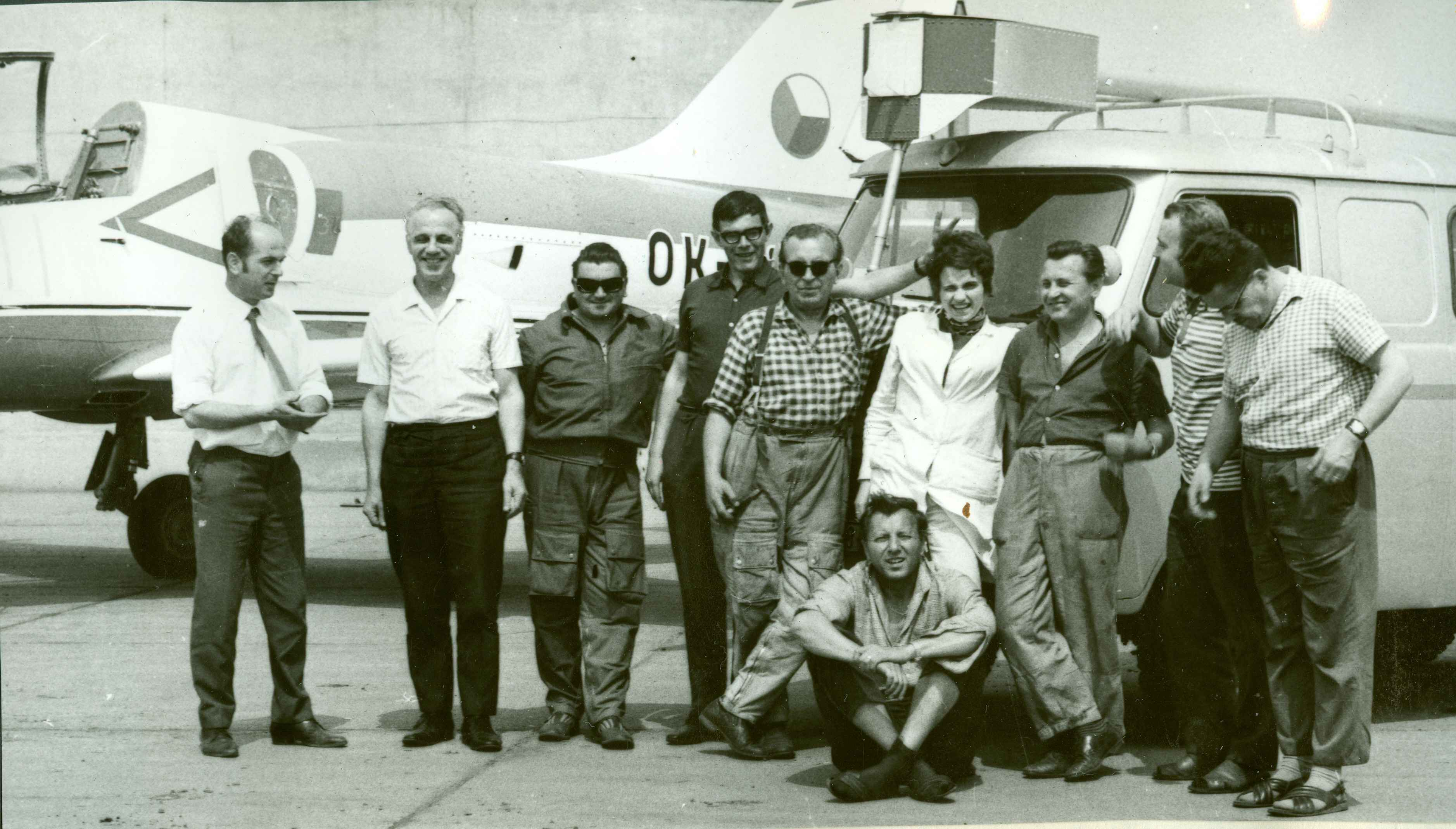
Tým tvůrců KL 39 v roce 1972 (Josef Kozák vlevo)